# 如焉@sars.come
《如焉sars.come》是胡发云的一部小说，小说的背景是sars肆虐时中国政府开始大规模控制互联网，一个追求真实的女子与副市长的感情故事和几个追求自由的老少知识分子的在经歷数次运动后的观念和行动。该书最初发表在网站上，其后2006年初春发表在《江南》第一期上。2006年10月中国国际广播出版社出版单行本。

## 评论
这部小说发表在《江南》杂志2006年第一期，发表后引起了评论界和思想界的极大关注，好评如潮，甚至地摊上还出现了盗印的单行本。2006年4月21日至22日在武汉东湖公园举办了相关作品研讨会，《南方都市报》对此进行了报道。与会者之一，武汉大学哲学学院西方哲学教授邓晓芒后来在《书屋》杂志2006年11期上发表《作家的根在哪里——从对〈如焉〉的讨论谈起》，文中提出“《如焉》在中国文学史上如果要作一个定位的话，从创作手法上可以看作还是属于传统文学的范畴之内，受西方古典文学特别是俄罗斯文学的影响很深；但从思想性上我认为它已经开始向现代文学靠拢，它的方向是指向人心内部的无穷层次的。”并认为该小说的优秀之处正在于文学的“敏感性精神”。
有观点认为，里面的人物有顾准、李慎之的影子。

## 主要人物
- 茹嫣：小说主人公，中年丧偶的妇女。某研究所从事植物学研究工作。小说开始时儿子前往法国留学，为了同儿子交流方便开始涉足网络。
- 达摩
- 卫老师：又名“斯卫”。达摩少年时期结识的知识分子。在中国革命时期作为知识分子积极参与革命，但在历次运动中饱受冲击，却始终保持操守。
- 梁晋生：江晓力为茹嫣介绍的对象，该市副市长，同茹嫣儿子是校友，学建筑出身。
- 毛子：“青马”成员，达摩等人的好友。后成为社科院研究员，因替所长写文章以谋取好处而受到其朋友达摩的痛斥。

## 版本
ISBN 9787507827446
大陆：中国国际广播出版社 ISBN 7-5078-2744-5